# Taurina (álbum)
Taurina é o terceiro álbum de estúdio da cantora e compositora brasileira Anelis Assumpção. Lançado em 16 de fevereiro de 2018 pelo selo Scubidu Music.
O álbum foi eleito o 14º melhor disco brasileiro de 2018 pela revista Rolling Stone Brasil e um dos 25 melhores álbuns brasileiros do primeiro semestre de 2018 pela Associação Paulista de Críticos de Arte.

## Divulgação
Singles
O primeiro single do álbum foi a canção "Receita Rápida", canção de  Itamar Assumpção e Vera Lúcia Motta, mas nunca gravada fonograficamente por Itamar. Segunda canção lançada por Anelis foi "Segunda a Sexta" canção de sua autoria, onde a cantora cita: "Mostra o lado bem humorado e tragicômico de relações burocratizadas pelas circunstâncias da vida".

## Lista de faixas
| N.º | Título                                                                  | Compositor(es)                       | Duração |  |
| 1.  | "Mergulho Interior"                                                     | Anelis Assumpção                     | 3:41    |  |
| 2.  | "Chá de Jasmim"                                                         | A. Assumpção Serena Assumpção        | 2:59    |  |
| 3.  | "Segunda a Sexta"                                                       | A. Assumpção                         | 2:39    |  |
| 4.  | "Gosto Serena"                                                          | A. Assumpção                         | 3:49    |  |
| 5.  | "Pastel de Vento"                                                       | A. Assumpção                         | 3:52    |  |
| 6.  | "Escalafobética" (Part. Thalma de Freitas)                              | A. Assumpção João Donato             | 2:52    |  |
| 7.  | "Caroço"                                                                | A. Assumpção Russo Passapusso        | 2:55    |  |
| 8.  | "Mortal à Toa" (Part. Tulipa Ruiz, Ava Rocha e Liniker e os Caramelows) | A. Assumpção Ava Rocha               | 3:53    |  |
| 9.  | "Paint My Dreams" (Part. Liniker e os Caramelows e Vitor Hugo)          | A. Assumpção                         | 4:40    |  |
| 10. | "Amor de Vidro"                                                         | A. Assumpção Saulo Duarte Passapusso | 3:23    |  |
| 11. | "Água"                                                                  | A. Assumpção Rodrigo Campos          | 4:26    |  |
| 12. | "Moela"                                                                 | A. Assumpção                         | 2:48    |  |
| 13. | "Receita Rápida" (Part. Céu e Thalma de Freitas)                        | Itamar Assumpção Vera Motta          | 3:37    |  |